# Wajgacz (lodołamacz 1909)

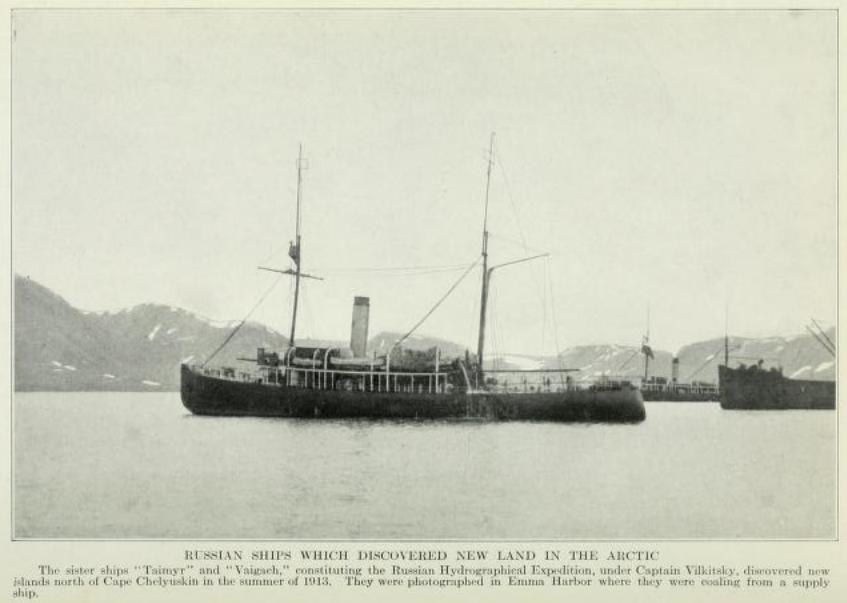
„Tajmyr” i „Wajgacz” podczas bunkrowania węgla w 1913 r. w Zatoce Opatrzności na Czukotce

Wajgacz – statek rosyjski, operujący w latach 1909–1918 na wodach polarnych u północnych wybrzeży Eurazji.
Podobnie jak bliźniaczy „Tajmyr”, „Wajgacz” został zbudowany w stoczni w Petersburgu i wodowany w 1908 r. Wszedł do służby w roku 1909. Nie był lodołamaczem w ścisłym tego słowa znaczeniu, ale raczej statkiem transportowym, przystosowanym do żeglugi w warunkach mórz polarnych, łącznie z przebijaniem się przez lody. Miał 60 m długości, 11,9 m szerokości i 6,7 m zanurzenia oraz 1359 ton wyporności. Prędkość maksymalna wynosiła 9 węzłów, ekonomiczna – 7 węzłów. Zasięg pływania przy prędkości ekonomicznej: 7700 mil morskich.
W latach 1909–1911 „Wajgacz” brał udział głównie w badaniach wybrzeży Morza Wschodniosyberyjskiego, a w latach 1912–1913 – w badaniach rejonu Morza Łaptiewów. W latach 1909–1910, podczas rejsu przez Ocean Indyjski na Morze Czukockie, dowodził nim Aleksandr Kołczak.
W latach 1914–1915, wraz z „Tajmyrem”, płynąc pod ogólnym kierownictwem Borisa Wilkickiego, dokonał pierwszego w historii przejścia Północnej Drogi Morskiej na trasie z Władywostoku do Archangielska.
W 1918 r. wpadł na skały na Morzu Karskim, u wylotu Zatoki Jenisejskiej, i zatonął.
W 1965 r. poczta radziecka wydała, z okazji 50. rocznicy pokonania po raz pierwszy Północnej Drogi Morskiej, parkę znaczków o nominale 4 kopiejki każdy. Pierwszy z nich przedstawia lodołamacze „Tajmyr” i „Wajgacz”, które dokonały tego wyczynu (drugi: atomowy lodołamacz „Lenin”).